# Baron Carew

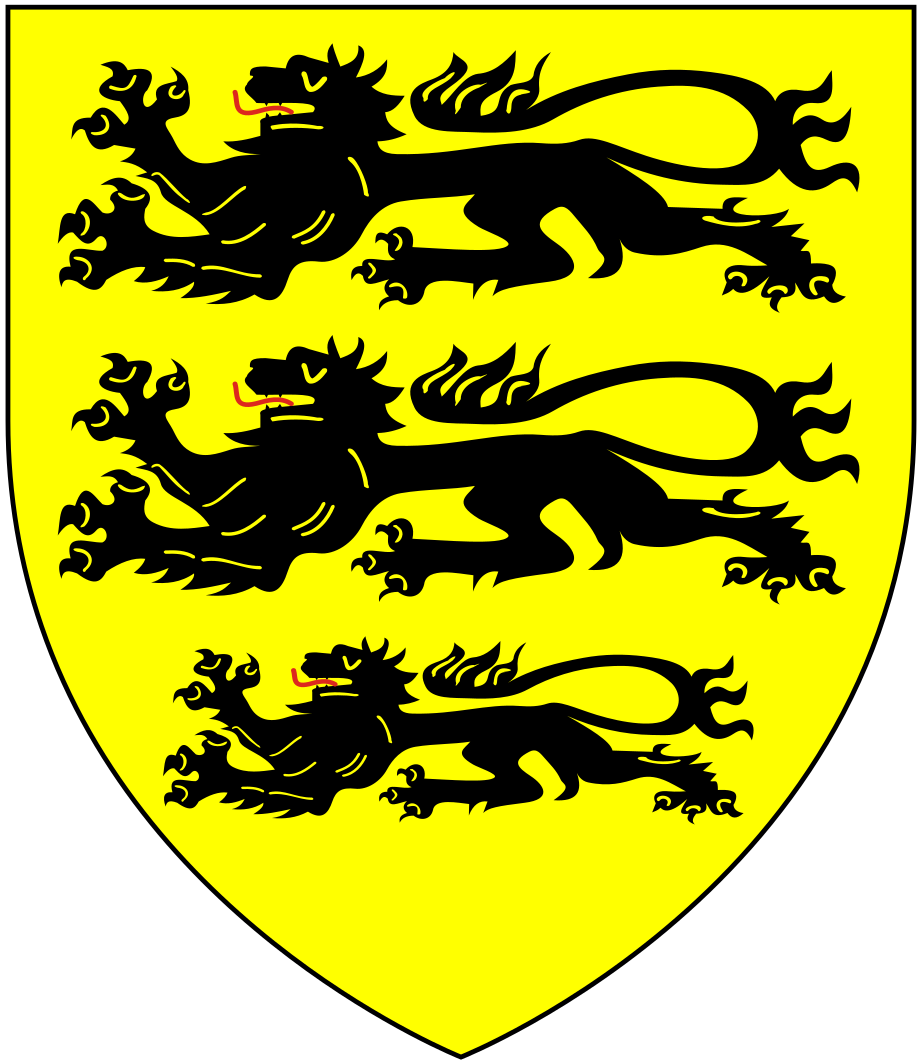
Wappen der Barone Carew

Baron Carew ist ein erblicher britischer Adelstitel, der je einmal in der Peerage of England, Peerage of Ireland und Peerage of the United Kingdom verliehen wurde.

## Verleihungen
Der Titel wurde erstmals am 4. Mai 1605 in der Peerage of England als Baron Carew, of Clopton in the County of Warwick, für Sir George Carew geschaffen. Dieser wurde am 5. Februar 1626 zudem in der Peerage of England zum Earl of Totnes erhoben. Da er keine legitimen Nachkommen hinterließ, erloschen beide Titel bei seinem Tod am 27. März 1629.
In zweiter Verleihung wurde am 13. Juni 1834 in der Peerage of Ireland der Titel Baron Carew für den Unterhausabgeordneten Robert Carew, 1. Baron Carew neu geschaffen. Derselbe wurde am 9. Juli 1838 in der Peerage of the United Kingdom zum Baron Carew, of Castleboro in the County of Wexford erhoben. Sein Urenkel, der 6. Baron, erweiterte 1938 seinen Nachnamen um den seiner Mutter. Heutiger Inhaber der beiden Titel ist seit 2024 dessen Enkel William Conolly-Carew als 8. Baron.
Historischer Familiensitz der Barone (zweiter und dritter Verleihung) war Woodstown House im County Waterford und ist heute Donadea House bei Naas in County Kildare.

## Liste der Barone Carew

### Barone Carew, erste Verleihung (1605)
- George Carew, 1. Earl of Totnes, 1. Baron Carew (1555–1629)

### Barone Carew, zweite und dritte Verleihung (1834/1838)
- Robert Carew, 1. Baron Carew (1787–1856)
- Robert Carew, 2. Baron Carew (1818–1881)
- Robert Carew, 3. Baron Carew (1860–1923)
- George Carew, 4. Baron Carew (1863–1926)
- Gerald Carew, 5. Baron Carew (1860–1927)
- William Conolly-Carew, 6. Baron Carew (1905–1994)
- Patrick Conolly-Carew, 7. Baron Carew (1938–2024)
- William Conolly-Carew, 8. Baron Carew (* 1973)

Titelerbe (Heir apparent) ist der Sohn des aktuellen Titelinhabers, Hon. Patrick Conolly-Carew (* 2002).